# Episodi de L'alienista (seconda stagione)
La seconda e ultima stagione della serie televisiva L'alienista, composta da 8 episodi, è stata trasmessa negli Stati Uniti da TNT, dal 19 luglio al 9 agosto 2020.
In Italia, la stagione verrà distribuita il 22 ottobre 2020 su Netflix.
| n° | Titolo originale      | Titolo italiano            | Prima TV USA   | Pubblicazione Italia |
| -- | --------------------- | -------------------------- | -------------- | -------------------- |
| 1  | Ex Ore Infantium      | Ex ore infantium           | 19 luglio 2020 | 22 ottobre 2020      |
| 2  | Something Wicked      | Qualcosa di malvagio       | 19 luglio 2020 | 22 ottobre 2020      |
| 3  | Labyrinth             | Labirinto                  | 26 luglio 2020 | 22 ottobre 2020      |
| 4  | Gilded Cage           | Gabbia dorata              | 26 luglio 2020 | 22 ottobre 2020      |
| 5  | Belly of the Beast    | Il ventre della bestia     | 2 agosto 2020  | 22 ottobre 2020      |
| 6  | Memento Mori          | Memento mori               | 2 agosto 2020  | 22 ottobre 2020      |
| 7  | Last Exit to Brooklyn | Ultima uscita per Brooklyn | 9 agosto 2020  | 22 ottobre 2020      |
| 8  | Better Angels         | Angeli migliori            | 9 agosto 2020  | 22 ottobre 2020      |

## Ex ore infantium
- Titolo originale: Ex ore infantium
- Diretto da: David Caffrey
- Scritto da: Stuart Carolan

### Trama
Un anno dopo gli eventi della prima stagione, Sara Howard gestisce la sua agenzia investigativa, mentre John Moore è fidanzato con Violet Hayward. Kreizler fa visita a Martha Napp, ormai in attesa di essere giustiziata, dopo che il suo bambino è scomparso e si presume che l'abbia ucciso. Dopo l'esecuzione di Martha, tutto il gruppo investigativo dovrà trovare la figlia piccola del console generale spagnolo, rapita da uno sconosciuto.

## Qualcosa di malvagio
- Titolo originale: Something Wicked
- Diretto da: David Caffrey
- Scritto da: Stuart Carolan

### Trama
Kreizler partecipa ad un seminario in cui, con Moore presente, affronta il dottor Markoe sulla Napp e suo figlio appena morto avvelenato.

## Labirinto
- Titolo originale: Labyrinth
- Diretto da: Clare Kilner
- Scritto da: Gina Gionfriddo

### Trama
Howard decide di sottoporsi ad ipnosi prima di permettere a Linares di provarla lei stessa, Tramite un amico di Moore, Howard riesce a entrare nel Lying Hospital per parlare con il dottor Markoe e il suo staff, tra cui l'infermiera che rivela che la Napp ha cambiato stanza prima della sua morte.

## Gabbia dorata
- Titolo originale: Gilded Cage
- Diretto da: Clare Kilner
- Scritto da: Alison Feltes

### Trama
Miss Howard incarica Bitsy Sussman di andare sotto copertura come infermiera al Lying Hospital per saperne di più sul bambino della Napp e trovare il veleno identificato dai gemelli Isacsson.

## Il ventre della bestia
- Titolo originale: Belly of the Beast
- Diretto da: Clare Kilner
- Scritto da: Gina Gionfriddo e Karina Wolf

### Trama
Byrnes avverte il dottor Markoe che lo seguirà lui stesso per aver portato via i bambini alle loro madri al Lying Hospital. Howard e Lucius visitano la casa della direttrice dopo aver sentito le preoccupazioni di Markoe sul fatto che non si sia presentata al lavoro.

## Memento mori
- Titolo originale: Memento Mori
- Diretto da: David Caffrey
- Scritto da: Alison Feltes

### Trama
Hearst pubblica articoli che ritraggono Sara Howard come una persona insolita nel tentativo di rendere Moore più devoto a Violet. Howard è sempre più determinato a impedire un altro rapimento.

## Ultima uscita per Brooklyn
- Titolo originale: Last Exit for Brooklyn
- Diretto da: David Caffrey
- Scritto da: Tom Smuts e Amy Berg

### Trama
Byrnes chiede un favore a Fat Jack, uno degli scagnozzi di Knox, e offre i soldi per la restituzione del bambino. Knox apparentemente è d'accordo, ma cambia idea.

## Angeli migliori
- Titolo originale: Better Angels
- Diretto da: David Caffrey
- Scritto da: Karina Lupo

### Trama
Libby Greg chiede di vedere sua figlia Claire, ma Howard si rifiuta di darle indizi prima che minacci di tagliare la gola a Moore.